# Castle Combe Circuit
Castle Combe Circuit – tor wyścigowy do sportów motorowych w Wiltshire w Wielkiej Brytanii, leżący ok. 20 km od Bristolu, zlokalizowany na terenie byłej jednostki lotniczej RAF.
Ufundowany został przez Katherine Thomas, matkę byłego właściciela wsi, Paula Lysleya. Od otwarcia w 1950 zyskał opinię jednego z najlepszych w Wielkiej Brytanii, przyciągając znamienitych kierowców wyścigowych, jak Stirling Moss, Nigel Mansell, Ayrton Senna czy David Coulthard.
W czasie gdy jest zamknięty odbywają się tam też wyprzedaże bagażnikowe. W 2012 roku na torze odbyła się pierwsza impreza rowerowa Cycling Festival wraz z wyścigiem. Kolejna planowana jest na 2 czerwca 2013 roku.

## Historia

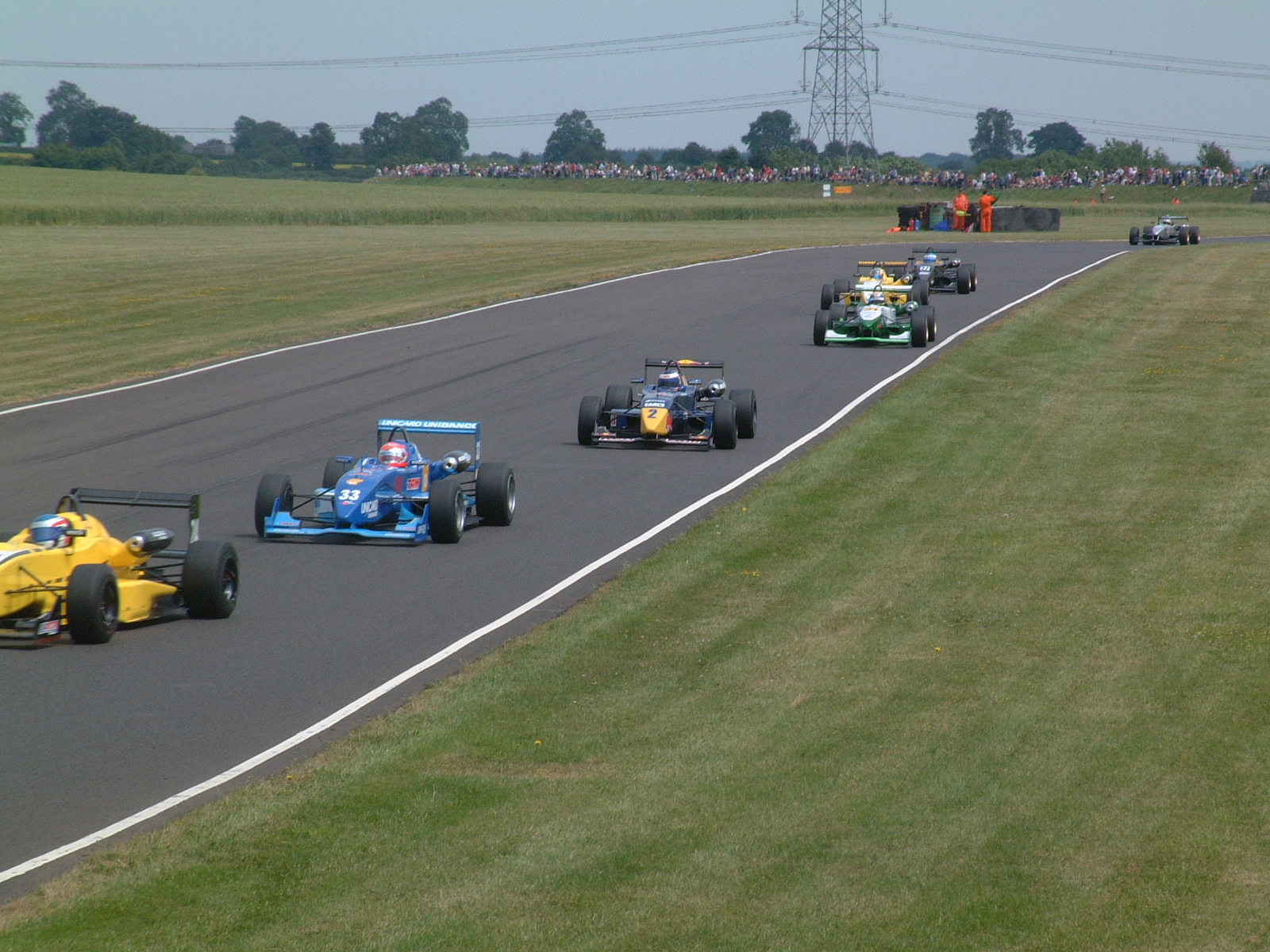
Formuła 3 w 2003

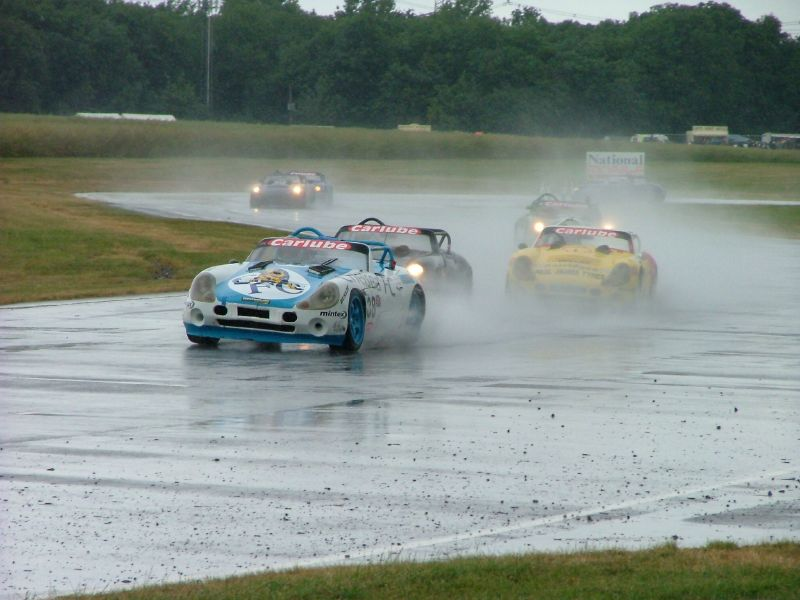
Wyścig w 2004

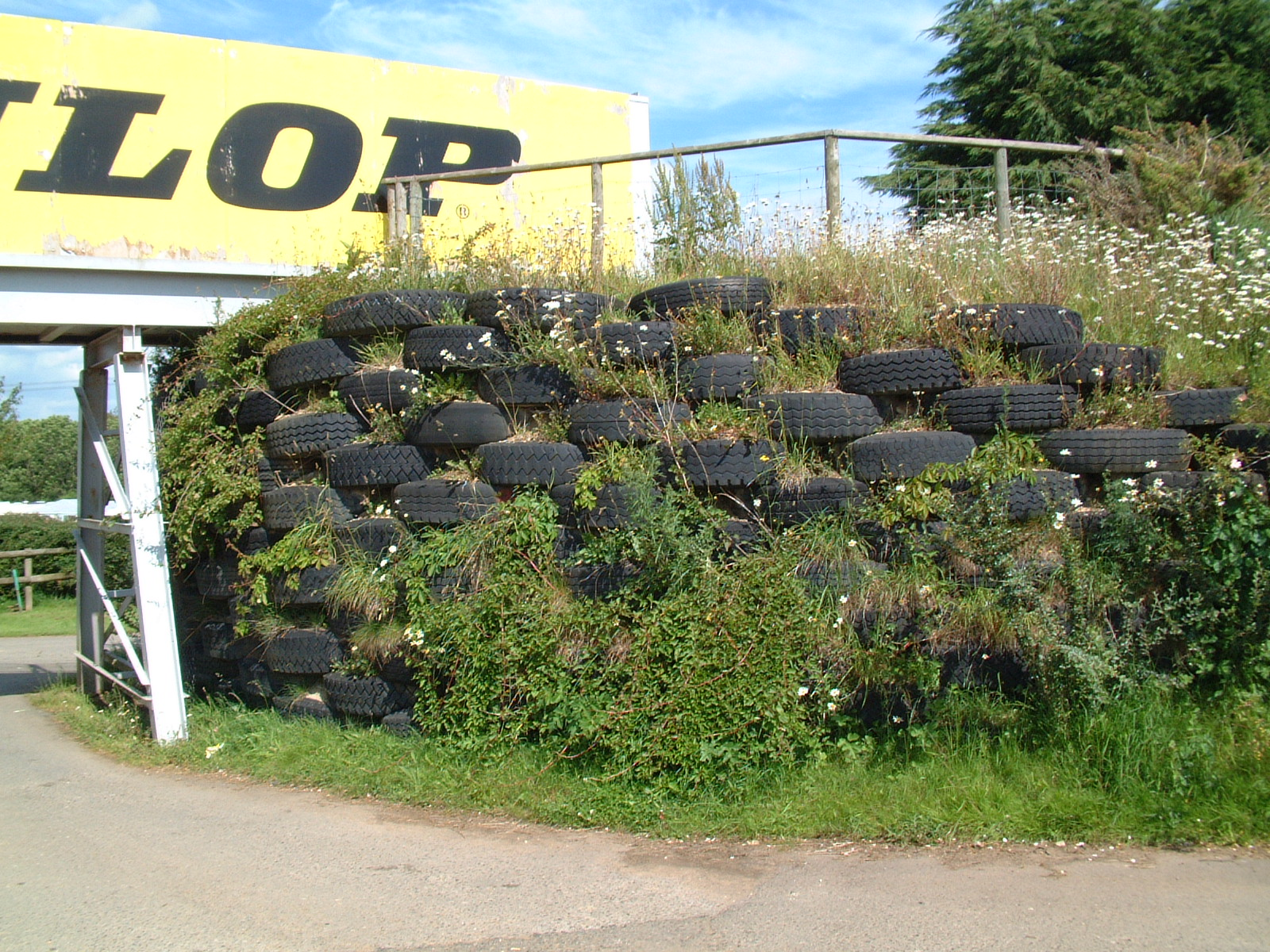
Ściana z opon zamieszkałych przez króliki

Jednostka lotnicza w Castle Combe została otwarta w maju 1941 na terenie należącym do Castle Combe estate, będącym własnością rodziny Gorst. Przez siedem lat działa jako RAF Castle Combe, i została zamknięta w 1948.
Castle Combe Circuit został otwarty w 1950, a pierwsza impreza sportowa odbyła się 8 lipca 1950 pod patronatem Bristol Motorcycle & Light Car Club. Pierwszy wyścig, w lipcu 1950, wygrał motocyklista David Wilkins na motocyklu marki Triumph o pojemności silnika 500 cm³, a Jim Sparrowe (Morgan) wygrał pierwszy wyścig samochodowy. W październiku 1950 odbyła się pierwsza impreza krajowa, którą wygrał młody Stirling Moss w trzech samochodach: bolidzie HWM, sportowym Frazer Nash i Cooperze 500.
W 1962 British Racing & Sports Car Club (BRSCC) sfinansował budowę wałów ziemnych wokół toru mających zapewnić bezpieczeństwo widzom.
Na przestrzeni lat Castle Combe gościło wiele dyscyplin motorowych. W 1997 Nigel Greensall ustanowił nowy rekord okrążenia. Jego Tyrrell 022 okrążył tor z prędkością 130.93 mph (50:59 sekund). To był jednak ostatni rok przed przebudową toru i zamontowaniem przeszkód spowalniających samochody. Nowa trasa, ukończona zimą 1998–1999 jest nieco dłuższa i mierzy 1.85 mili.
W latach 2001–2005 na torze w Castle Combe odbywały się wyścigi Brytyjskiej Formuły 3. W 2005 tor wyścigowy otrzymał upomnienie z powodu hałasu i był zmuszony ograniczyć aktywność. Zarówno Brytyjska Formuła 3 jak i British GT Championship były głośniejsze niż dozwolony poziom hałasu, toteż musiano zaprzestać ich organizowania.
Lokalne wyścigi Saloon Cars, GTs i Formula Ford odbywały się w dalszym ciągu. Od 2001 organizowane są także doroczne wyścigi samochodów Rallyday, a najbliższy przewidziany jest na 21 września 2013.
Raz w roku odbywa się też wyścig MC 750 (najbliższy 6 maja 2013) oraz Formula Ford Carnival.
Pokazy Top Gear i Fifth Gear wykorzystywały ten tor do wyścigów i testów samochodów. W jednym z nich brytyjski motocyklista wyścigowy Leon Haslam na Ducati 1098 konkurował z prezenterem programu Fifth Gear Tiffem Needellem prowadzącym Lamborghini Gallardo Superleggera, i motocykl był szybszy. W 2002 roku tor wystąpił w programie Top Gear w wyścigu samochodów z lat 70. 70's Supercar challenge, gdzie kierowca Stig prowadził Vauxhall Astra. Richard, James, i Jeremy nie zdołali go prześcignąć. Jeremy Clarkson wyraził opinię, że jest to „szalony tor, jeden z najszybszych w Wielkiej Brytanii” ("It's a fierce track, one of the fastest in Britain").
Niezmienionym aspektem toru wyścigowego od dziesiątek lat pozostawało zamieszkanie ścian z opon samochodowych przez kolonie królików.
Kiedy tor nie jest wykorzystywany w celach sportowych, odbywają się na nim wyprzedaże car boot sale. W maju odbywa się także doroczny wyścig pojazdów z napędem parowym, organizowany od 1985 jako Castle Combe Steam Rally, któremu towarzyszą parady wojskowe i zbiórka funduszy na organizacje dobroczynne.